# STS-112
STS-112 foi uma missão do programa do ônibus espacial para montagem da Estação Espacial Internacional, realizada a bordo da nave Atlantis, entre 7 e 18 de outubro de 2002. Após esta missão a Atlantis só voltaria ao espaço quatro anos depois.

## Tripulação
| Posição                  | Astronauta        |
| ------------------------ | ----------------- |
| Comandante               | Jeffrey Ashby     |
| Piloto                   | Pamela Melroy     |
| Especialista de missão 1 | Piers Sellers     |
| Especialista de missão 2 | Sandra Magnus     |
| Especialista de missão 3 | David Wolf        |
| Especialista de missão 4 | Fyodor Yurchikhin |

## Missão
A STS-112 teve como principal tarefa instalar segmentos da estrutura central da ISS. Uma grande peça de código S-1, foi instalada para servir como principal suporte para os radiadores da Estação Espacial Internacional. Além disso, diversas experiências de bioprocessamento e crescimento de cristais em microgravidade também foram realizadas.
Esta foi também a primeira missão que uma câmera de filmagem foi instalada do lado de fora do tanque externo da nave, permitindo aos controladores em Houston verificarem em detalhes a ascensão da Atlantis e os efeitos exteriores causados na estrutura da nave e dos tanques de combustível. 
Após o acidente com a Columbia, em fevereiro de 2003, esta câmera seria usada em todas as missões posteriores dos ônibus espaciais.